# Poilly-sur-Serein
 Poilly-sur-Serein  es una población y comuna francesa que se encuentra en la región de Borgoña, departamento de Yonne, en el distrito de Avallon y cantón de Noyers.

## Demografía
| 322 | 248 | 232 | 259 | 235 | 260 |
| Para los censos de 1962 a 1999 la población legal corresponde a la población sin duplicidades (Fuente: INSEE [Consultar]) |     |     |     |     |     |